# 吉岡美奈
吉岡 美奈（よしおか みな、1974年6月23日 - ）は、日本のAV女優。東京都出身。身長:163cm、スリーサイズ B:86cm W:58cm H:86cm、Dカップ。

## 出演作品
- 美姫（1994年8月30日、シャイ企画）
- セクシードランカー（1994年9月19日、シャイ企画）
- 制服レイプ愛奴2（1994年10月26日、シャイ企画）
- 吉岡美奈はいかがでしょう（1994年11月21日、シャイ企画）
- 犯って（1994年12月24日、KUKI）
- グレードアップ（1995年1月26日、KUKI）
- 乳（MILK）TANKの天使たち（1995年3月20日、KUKI）
- 乳（MILK）TANKの天使たち2（1995年12月24日、KUKI）
- 乳プレミアムガールズ 120分（1999年10月16日、KUKI）
- 制服レイプ 愛奴 ［DVD特別編集版］（2002年9月20日、シャイ企画）
- 制服レイプ愛奴2 吉岡美奈（2009年7月3日、シャイ企画）
- 吉岡美奈はいかがでしょうか（2009年7月8日、シャイ企画）
- セクシードランカー 吉岡美奈（2009年8月10日、シャイ企画）

## 書籍

### 写真集
- 『フィメール/FEMALE/恋撮/』沢木ゆうな、藤谷恭子、吉岡美奈、三田留理子、樹原まこ（1994年、竹書房）野村誠一撮影
- 『美少女幻想』（1994年）吉岡美奈、森下香織、水谷ケイ、篠原未来、澤田千春、後藤里香、渡瀬歩、倉沢まりや、栗原みなみ、白井恭子

### 雑誌
- スコラ 1994年08月25日号
- BOYS 1994年10月15日号
- 週刊プレイボーイ 1994年11月08日号
- ビデオボーイ 1994年11月号、1995年04月号
- お隣のお姉さんドキドキ写真 1994年11月号、1995年01月号、05月号
- ベッピンスクール 1994年11月号、12月号
- URECCO 1994年11月号、12月号、1995年02月号
- オレンジ通信 1995年01月号（表紙）
- アクションカメラ 1995年02月号
- 宝島 1995年03月08日号
- セーラーメートDX 1995年04月号
- ビデオ・ザ・ワールド 1995年04月号、07月号（表紙）
- ZEPPIN 1995年5月号